# WTA Tour Championships 2013
WTA Tour Championships 2013, známý také jako Turnaj mistryň 2013 či se jménem sponzorů TEB BNP Paribas WTA Championships 2013, představoval jeden ze dvou závěrečných tenisových turnajů ženské profesionální sezóny 2013 pro osm nejvýše postavených žen ve dvouhře a čtyři nejlepší páry ve čtyřhře na žebříčku WTA Race.
Odehrával se ve dnech 22. až 27. října, potřetí a naposledy v tureckém hlavním městě Istanbulu. Dějištěm konání se stala hala Sinan Erdem Dome, v níž byl instalován dvorec s tvrdým povrchem. Celkové odměny činily 6 000 000 amerických dolarů. Hlavními sponzory se staly společnost TEB a bankovní dům BNP Paribas.
Obhájkyní titulu ve dvouhře byla americká světová jednička Serena Williamsová, která soutěž opět vyhrála a stala se tak první úspěšnou obhájkyní trofeje od Belgičanky Justine Heninové, která triumfovala v letech 2006 a 2007. Williamsová se čtvrtým titulem zařadila na dělené třetí místo, když vyrovnala počet výher Chris Evertové. V historických tabulkách zaostávala pouze za pěti vítězstvími Steffi Grafové a rekordními osmi Martiny Navrátilové. V sezóně tak Američanka dosáhla na 11. singlový titul, největší počet turnajových výher během jediného roku své kariéry.
Ve čtyřhře trofej obhajovala ruská dvojice Maria Kirilenková a Naděžda Petrovová. Kirilenková na turnaji nestartovala a spoluhráčkou Petrovové byla Slovinka Katarina Srebotniková. Při premiérové účasti soutěž vyhrál čínsko-tchajwanský pár Pcheng Šuaj a Sie Šu-wej, který v sezóně zvítězil ve všech pěti finále, do nichž nastoupil. Jedinou hráčkou, která se kvalifikovala do obou soutěží se stala, stejně jako v minulém ročníku, Italka Sara Erraniová.

## Turnaj

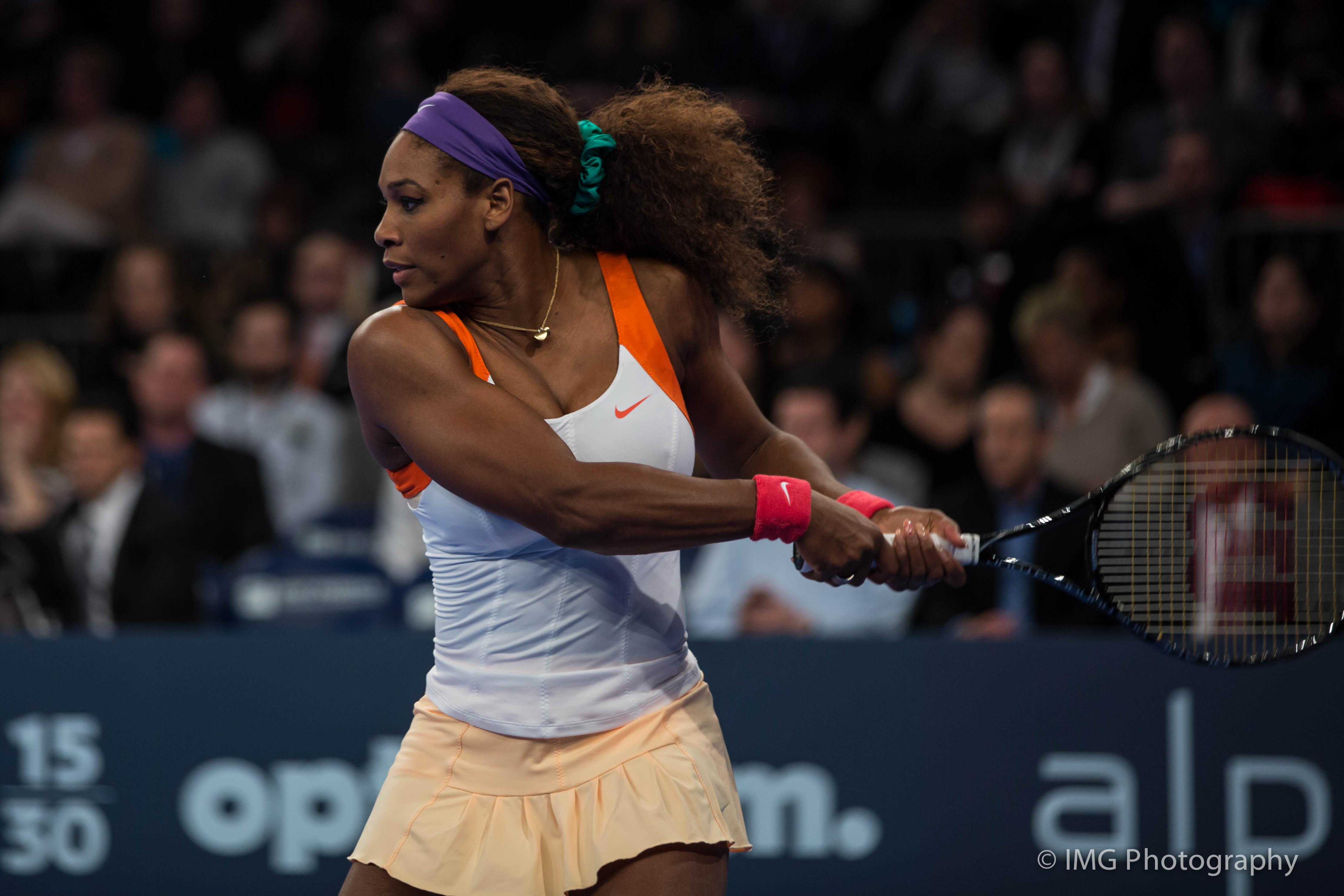
Obhájkyní titulu je Serena Williamsová

Istanbulská aréna Sinan Erdem Dome hostila mezi 22. až 27. říjnem 2013 čtyřicátý třetí ročník turnaje mistryň ve dvouhře a třicátý osmý ve čtyřhře. Událost organizovala Ženská tenisová asociace (WTA) jako součást okruhu WTA Tour 2013. Jednalo se o větší ze dvou závěrečných turnajů sezóny. Menším pak byl Tournament of Champions, hraný v následujícím týdnu po turnaji mistryň, určený pro nejlepší hráčky okruhu podle specifických kritérií, které se nezúčastnily istanbulské události.

### Formát
Soutěže dvouhry se účastnilo osm hráček, z nichž každá odehrála tři vzájemné zápasy v jedné ze dvou čtyřčlenných základních skupin – červené a bílé. První dvě tenistky z každé skupiny postoupily do semifinále, které bylo hráno vyřazovacím systémem pavouka. První z bílé skupiny se utkala s druhou z červené skupiny a naopak. Vítězky semifinále se následně střetly ve finále o pohár Billie Jean Kingové.
Do soutěže čtyřhry nastoupily čtyři páry, jež hrály přímo vyřazovacím systémem pavouka semifinále a vítězky pak finále.

### Kritéria pořadí v základní skupině
Konečné pořadí v základní skupině se řídilo následujícími kritérii:
1. největší počet vyhraných utkání
2. největší počet odehraných utkání; nebo
3. pokud měly dvě hráčky stejný počet výher, pak rozhodovalo jejich vzájemné utkání; pokud měly tři hráčky stejný počet výher, pak:

a) tenistka, která odehrála méně než tři utkání bude automaticky vyřazena a dále postoupí hráčka, jež vyhrála vzájemný zápas mezi dvěma zbývajícími; nebo
b) dalším kritériem bylo nejvyšší procento vyhraných setů; nebo
c) dalším kritériem bylo nejvyšší procento vyhraných her.

## Finanční odměny a body
Celkový rozpočet turnaje činil šest miliónu dolarů.
| Fáze                       | Dvouhra          | Čtyřhra  | Body1     |
| -------------------------- | ---------------- | -------- | --------- |
| Vítězky                    | ZS2 + $1 590 000 | $460 000 | ZS2 + 810 |
| Finalistky                 | ZS2 + $535 000   | $230 000 | ZS2 + 360 |
| Semifinalistky             | ZS2 + $36 500    | $115 000 | ZS2       |
| Základní skupina (3 výhry) | $555 000         | -        | 690       |
| Základní skupina (2 výhry) | $415 000         | –        | 530       |
| Základní skupina (1 výhra) | $275 000         | –        | 370       |
| Základní skupina (0 výher) | $135 000         | –        | 210       |
| Náhradnice                 | $50 000          | –        |           |

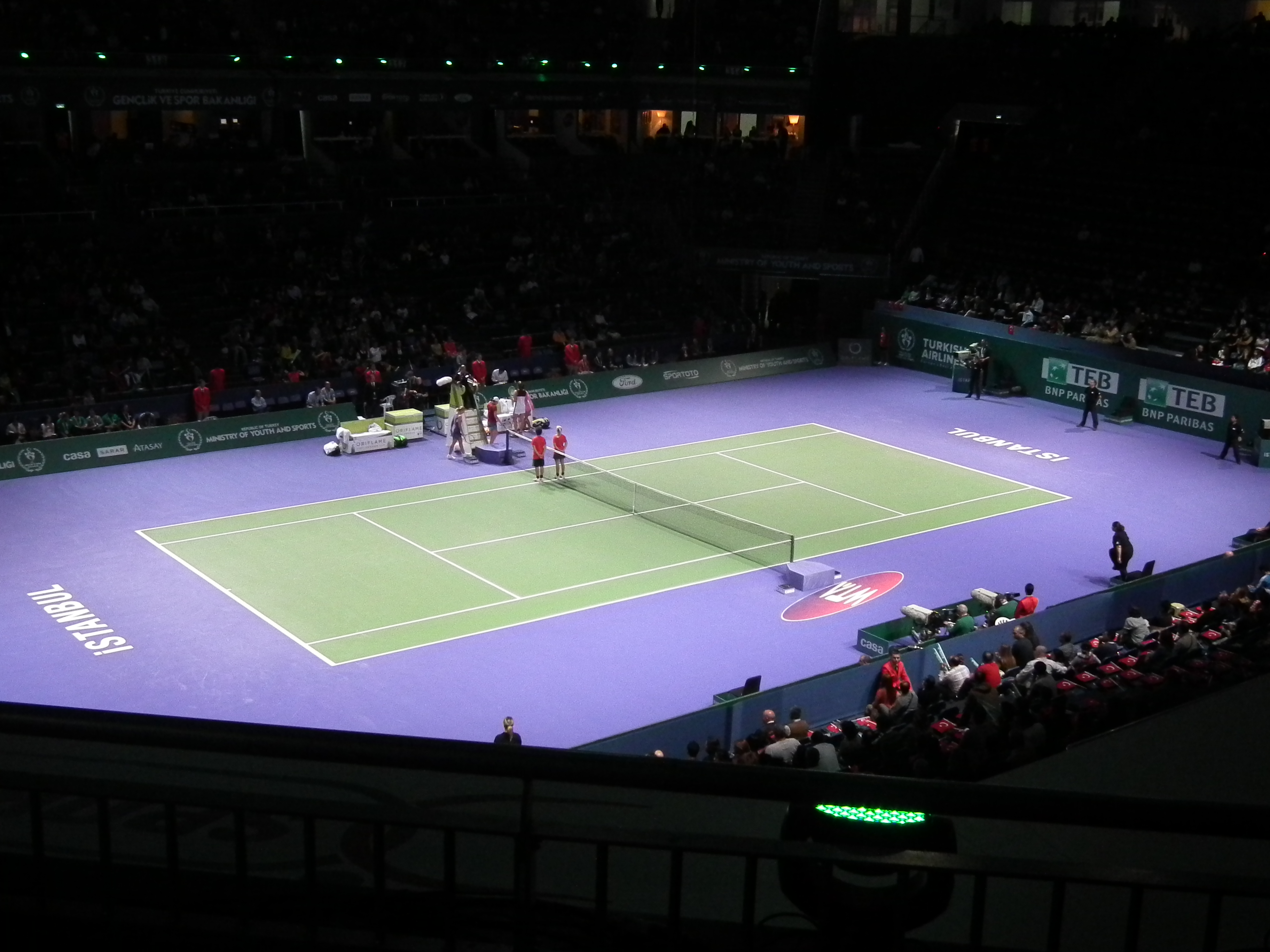
Tenisový dvorec v aréně

- 1 – za každý odehraný zápas hráčka získala automaticky 70 bodů do žebříčku a za každé vítězství dále navíc 160 bodů.
- 2 – ZS znamená celkové finanční odměny či body obdržené v základní skupině. ZS pro čtyřhru činilo 690 bodů (ty byly uděleny prohraným semifinalistkám).

## Ženská dvouhra

### Nasazení hráček
| Žebříček WTA Race            | Žebříček WTA Race   | Žebříček WTA Race | Žebříček WTA Race | Žebříček WTA Race |
| Pořadí                       | hráčka              | body              | turnajů           | kvalifikována     |
| ---------------------------- | ------------------- | ----------------- | ----------------- | ----------------- |
| 1.                           | Serena Williamsová  | 12 040            | 16(14)            | 5. srpna          |
| 2.                           | Viktoria Azarenková | 7 676             | 15(13)            | 24. srpna         |
| odhlášena                    | Maria Šarapovová    | 5 891             | 14(10)            | 23. září          |
| 3.                           | Agnieszka Radwańská | 5 890             | 20                | 23. září          |
| 4.                           | Li Na               | 5 120             | 17(14)            | 27. září          |
| 5.                           | Petra Kvitová       | 4 370             | 22                | 7. října          |
| 6.                           | Sara Erraniová      | 4 190             | 21                | 7. října          |
| 7.                           | Jelena Jankovićová  | 3 860             | 19                | 7. října          |
| 8.                           | Angelique Kerberová | 3 715             | 21(20)            | 11. října         |
| bílá skupina červená skupina |                     |                   |                   |                   |

### Kvalifikované hráčky
Serena Williamsová se 5. srpna stala první hráčkou, která se kvalifikovala na Turnaj mistryň.

#### Serena Williamsová
Serena Williamsová vyhrála před istanbulskou událostí 10 singlových titulů, nejvíce během své kariéry v rozmezí jediného roku. V únoru se vrátila na 1. místo žebříčku WTA, které již neopustila a na antuce neprohrála žádný zápas.

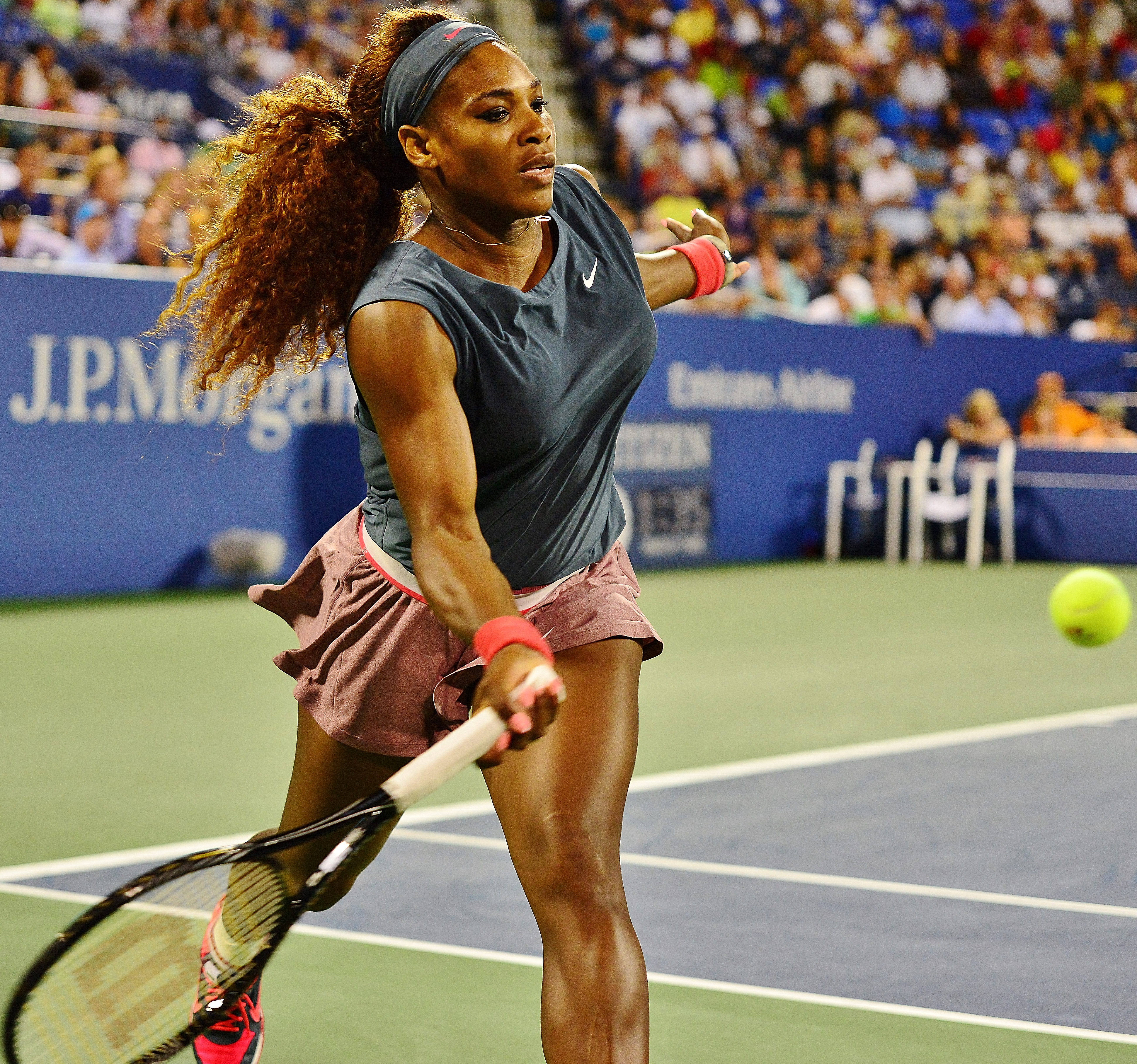
Serena Williamsová

Sezónu odstartovala titulem na Brisbane International, kde ve finále zdolala Anastasii Pavljučenkovovou 6–2, 6–1. V celém turnaji ztratila pouze 17 her a na Australian Open přijížděla jako hlavní favoritka. V úvodním kole ženské dvouhry proti Gallovitsové-Hallové si však poranila kotník. Přesto prošla do čtvrtfinále, v němž ji vyřadila Sloane Stephensová 6–3, 5–7 a 4–6.
Čtvrtfinálovou výhrou na únorovém Qatar Total Open nad Petrou Kvitovou, se pošesté vrátila do čela klasifikace WTA. Ve finále nestačila na Viktorii Azarenkovou 6–7, 6–2 a 3–6. Po prohře však odstartovala šňůru 34zápasové neporazitelnosti na Sony Open Tennis, kde po zdolání Marii Šarapovové 4–6, 6–3, 6–0, slavila titul. Série pokračovala triumfem na Family Circle Cupu po finálovém vítězství nad Jelenou Jankovićovou 3–6, 6–0, 6–2,, trofejí z Mutua Madrid Open, kde na ni nestačila opět Šarapovová 6–1, 6–4, a další turnajovou výhrou na římském Internazionali BNL d'Italia, kde si poradila s Azarenkovou 6–1, 6–3. Výbornou formu potvrdila svým druhým titulem z French Open, když v rozhodujícím střetnutí zdolala obhájkyni titulu Šarapovovou 6–4 a 6–4. Po Martině Navrátilové, Chris Evertové a Steffi Grafové se stala čtvrtou ženou, jež vyhrála každý z grandslamových turnajů alespoň dvakrát. Její neporazitelnost ukončila až v osmifinále Wimbledonu Němka Sabine Lisická.
O tři týdny později si připsala premiérové vítězství kariéry v kategorii International na Swedish Open, kde si ve finále poradila se švédskou Johannou Larssonovou 6–4, 6–1. Trofej znamenala, že v sezóně 2013 zůstala na antuce neporažena. Letní US Open Series rozehrála na Rogers Cupu, na němž získala osmý triumf roku po finálové výhře nad Soraně Cîrsteaové 6–2, 6–0. Do boje o titul se probojovala další týden na Cincinnati Masters a finálová účast jí zajistila výhru v celé sérii US Open. Turnaj však nevyhrála, když v posledním zápase byla nad její síly Viktoria Azarenková. Sedmnáctou grandslamovou trofej kariéry si připsala na US Open, kde ve finále oplatila Azarenkové čerstvou porážku. Na čínském China Open pak triumfovala podesáté v roce, když v duelu o titul hladce zdolala Jelenu Jankovićovou 6–2, 6–2. Poprvé v kariéře tak během jedné sezóny dosáhla na dvouciferný počet titulů z dvouhry.
Druhou účastnicí turnaje se 24. srpna stala Viktoria Azarenková.

#### Viktoria Azarenková
Viktoria Azarenková vyhrála tři singlové tituly a v únoru přišla o první příčku světové klasifikace WTA. Z několika turnajů v průběhu sezóny odstoupila pro zranění.

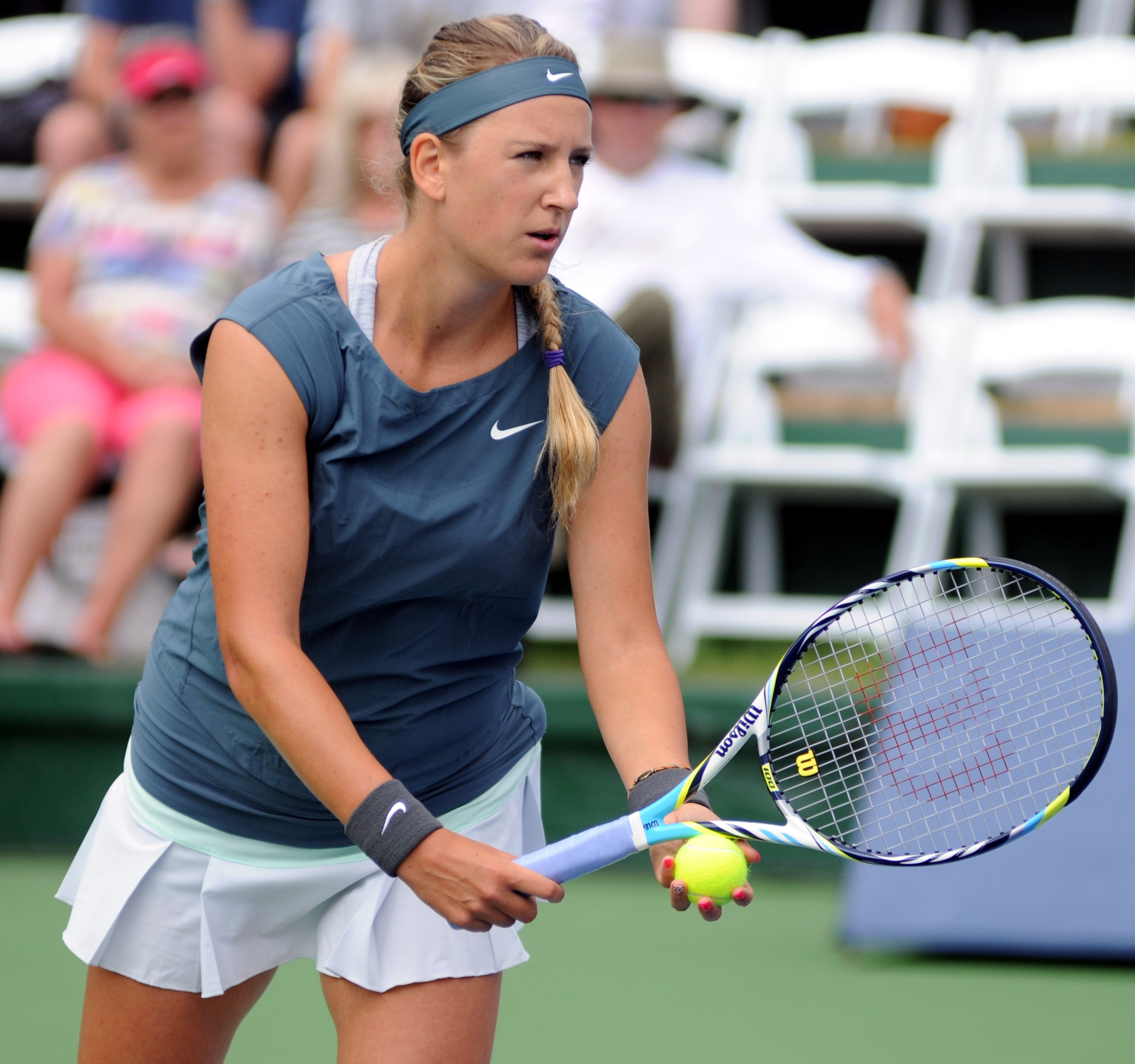
Viktoria Azarenková

Do nového roku vstupovala jako světová jednička. Z úvodního turnaje Brisbane International odstoupila před semifinále se Serenou Williamsovou. Následně obhájila titul na Australian Open, kde ve finále zdolala Li Na 3–6, 6–4 a 6–3 Navzdory další úspěšné obhajobě na únorovém Qatar Total Open, jí bodový zisk nestačil na setrvání v čele žebříčku WTA, kde byla vystřídána Williamsovou, přestože Američanku ve finále zdolala (poprvé od roku 2009) po setech 7–6(8–6), 2–6 a 6–3.
Před čtvrtfinále s Caroline Wozniackou odstoupila z BNP Paribas Open a odhlásila se i z navazujícího Sony Open Tennis. Do finále se probojovala na antukovém Internazionali BNL d'Italia, kde ji Serena Williamsová oplatila poslední porážku poměrem 1–6, 3–6. Na French Open si zahrála semifinále, když byla nad její síly obhájkyně titulu Maria Šarapovová po výsledku 1–6, 6–1 a 4–6. Před druhým kolem wimbledonské dvouhry proti Flavii Pennettaové odstoupila pro poranění kolena. Na okruh se vrátila letním Southern California Open, kde v boji o titul nestačila na Samanthu Stosuroou 6–2, 6–3. Třetí titul roku si připsala na Cincinnati Masters, když podruhé v sezóně zdolala ve finále Serenu Williamsovou 2–6, 6–2 a 7–6(8–6). Stejné složení měla i finálová dvojice na navazujícím grandslamu US Open, z něhož vyšla vítězně Williamsová po setech 5–7, 7–6(8–6) a 1–6. Na tokijském Toray Pan Pacific Open a pekingském China Open utržila porážky vždy v úvodních zápasech. Nejdříve podlehla Venus Williamsové a poté ji přehrála Andrea Petkovicová.
Jako třetí a čtvrtá hráčka se na závěrečnou událost sezóny 23. září kvalifikovaly Maria Šarapovová a Agnieszka Radwańská.

#### Maria Šarapovová

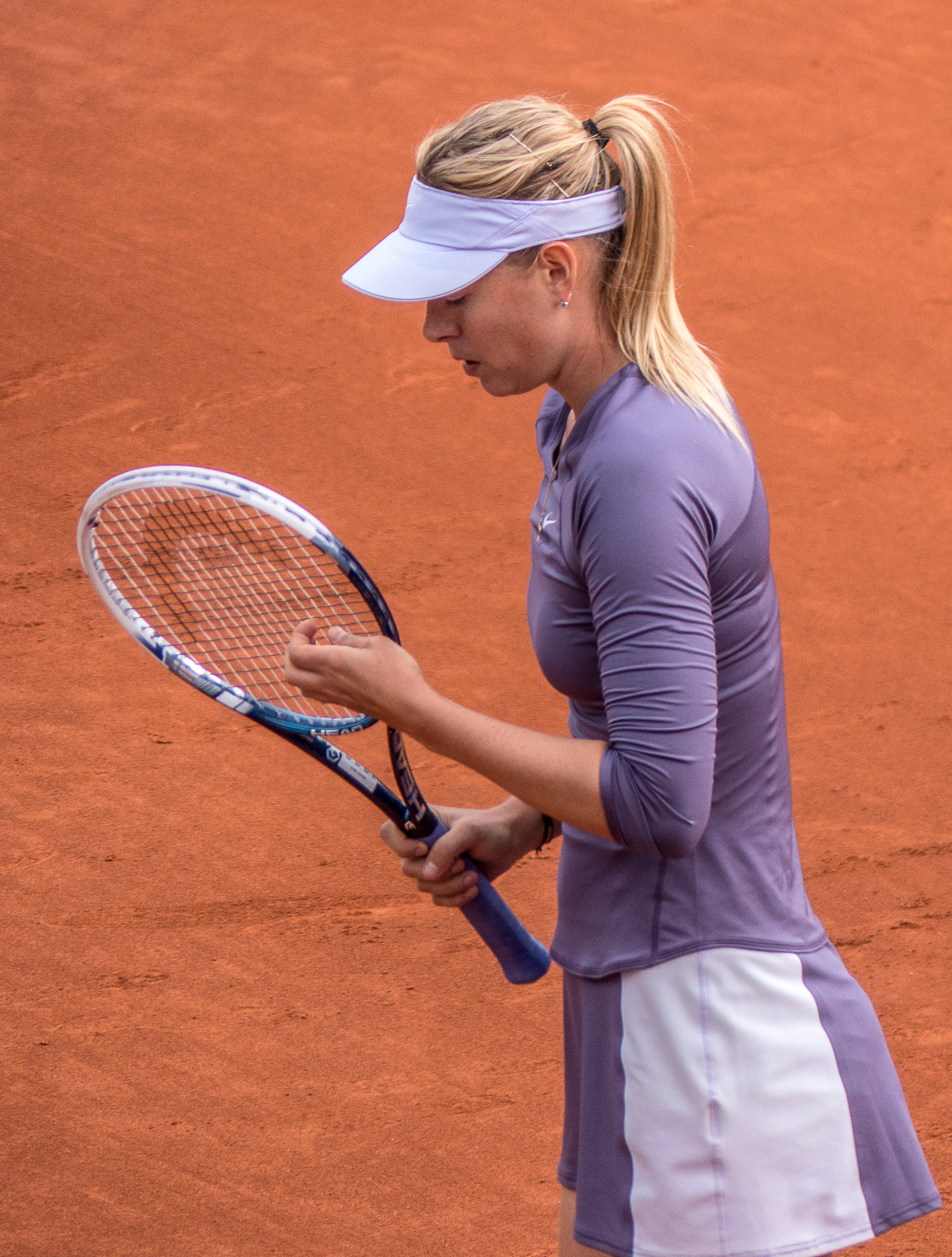
Maria Šarapovová

Maria Šarapovová vyhrála dva tituly ve dvouhře. Probojovala se do finále French Open a poslední část roku vynechala pro zranění ramena.
Úvodní událostí roku se stalo Australian Open, do nějž vstupovala jako druhá nasazená. Postupem do semifinále překonala grandslamový rekord, když na cestě do této fáze turnaje, ztratila pouze 9 gamů. V něm však podlehla Číňance Li Na 2–6, 2–6. V březnu získala první titul sezóny na kalifornském BNP Paribas Open finálovou výhrou nad Caroline Wozniackou 6–2, 6–2. Na navazujícím miamském Sony Open Tennis se probojovala opět do posledního zápasu turnaje, v němž nestačila na světovou jedničku Serenu Williamsovou 4–6, 6–3, 6–0.
Antukovou část zahájila úspěšnou obhajobou halového Porsche Tennis Grand Prix, kde oplatila porážku Li Na z úvodu roku poměrem 6–4, 6–3. Do finále prošla také na Mutua Madrid Open. V bitvě o titul ji však opět zdolala Serena Williamsová 1–6, 4–6. Na French Open přijížděla v roli obhájkyně trofeje. Ve finálovém duelu však utržila čtvrtou porážku v sezóně od Williamsové výsledkem 4–6 a 4–6. Jako druhá nasazená pak překvapivě vypadla již ve druhém kole wimbledonské dvouhry, když se její přemožitelkou stala Michelle Larcherová de Britová 3–6, 4–6. Pro zranění pravého ramena se odhlásila z US Open, Toray Pan Pacific Open a China Open. Ze stejného důvoda pak odřekla účast také na Turnaji mistryň.

#### Agnieszka Radwańská
Agnieszka Radwańská vybojovala tři tituly ve dvouhře a zahrála si semifinále Wimbledonu. Během roku byla členkou elitní pětky světového žebříčku.

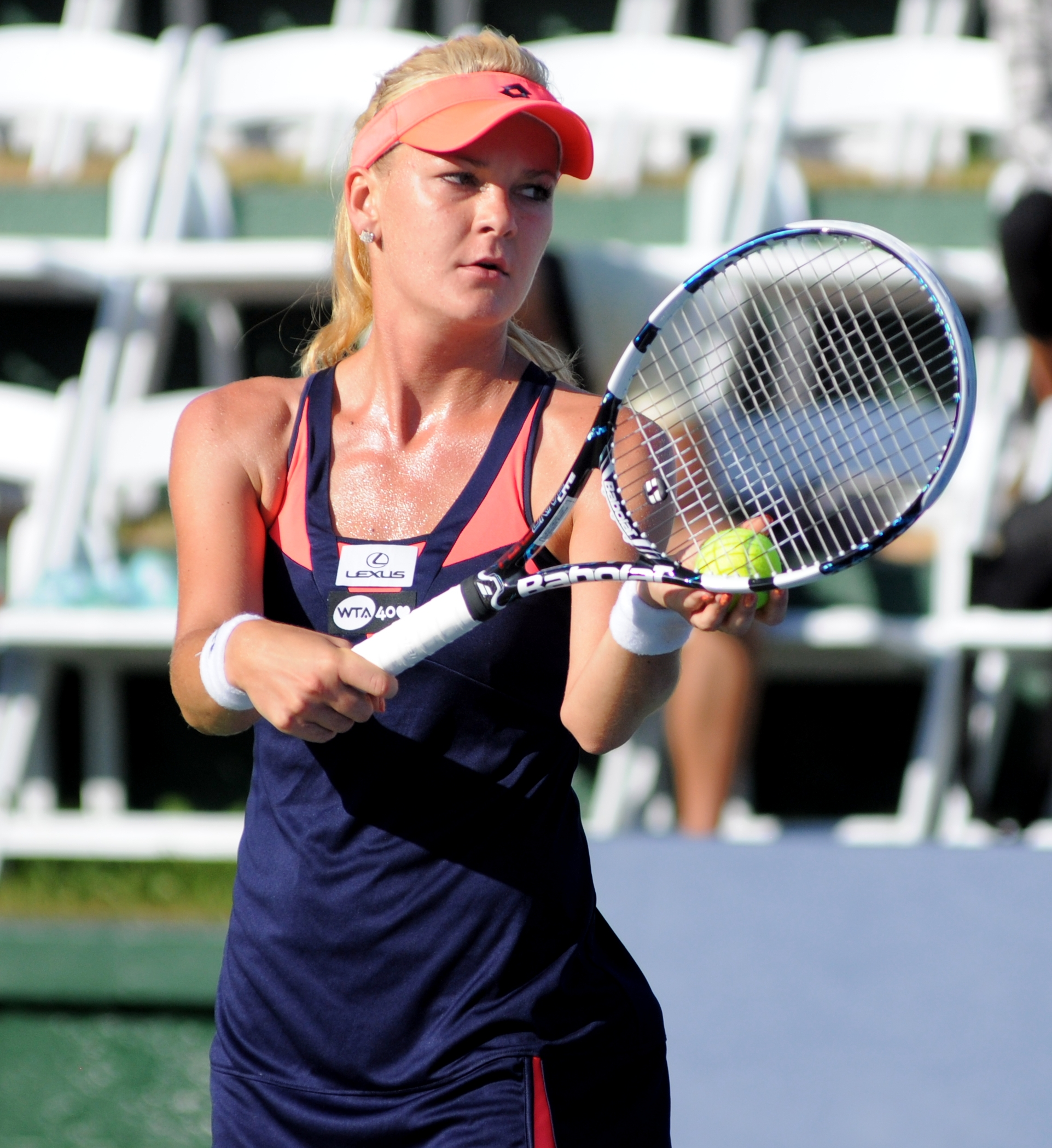
Agnieszka Radwańská

 Sezónu odstartovala dvěma tituly v řadě, když nejdříve vyhrála ASB Classic po finálovém vítězství nad Yaninou Wickmayerovou 6–4, 6–4, a poté triumfovala na Apia International Sydney, kde v posledním utkání deklasovala Slovenku Dominiku Cibulkovou dvěma kanáry 6–0 a 6–0. Její 13zápasovou neporazitelnost ukončila výsledkem 5–7 a 3–6 Li Na ve čtvrtfinále Australian Open. Mezi poslední osmičkou hráček skončila také na druhém grandslamu roku French Open, když podruhé v kariéře nestačila na Saru Erraniovou poměrem 4–6 a 6–7(6–8).
We Wimbledonu se probojovala do semifinále, v němž ji po dramatickém třísetovém boji vyřadila pozdější finalistka Sabine Lisická 6–2, 4–6 a 7–9. Na letním Bank of the West Classic ji ve finále oplatila drtivou porážku z ledna Cibulková výsledkem 6–3, 4–6 a 4–6. Osmifinálová fáze US Open se pro ni stala konečnou, když ji stopku vystavila Jekatěrina Makarovová po dvousetovém průběhu 4–6 a 4–6. Třetí titul sezóny si připsala ze soulského KDB Korea Open po finálové výhře nad Ruskou Anastasií Pavljučenkovovou 6–7(6–8), 6–3 a 6–4.
Li Na se na Turnaj mistryň kvalifikovala jako pátá v pořadí 27. září.

#### Li Na

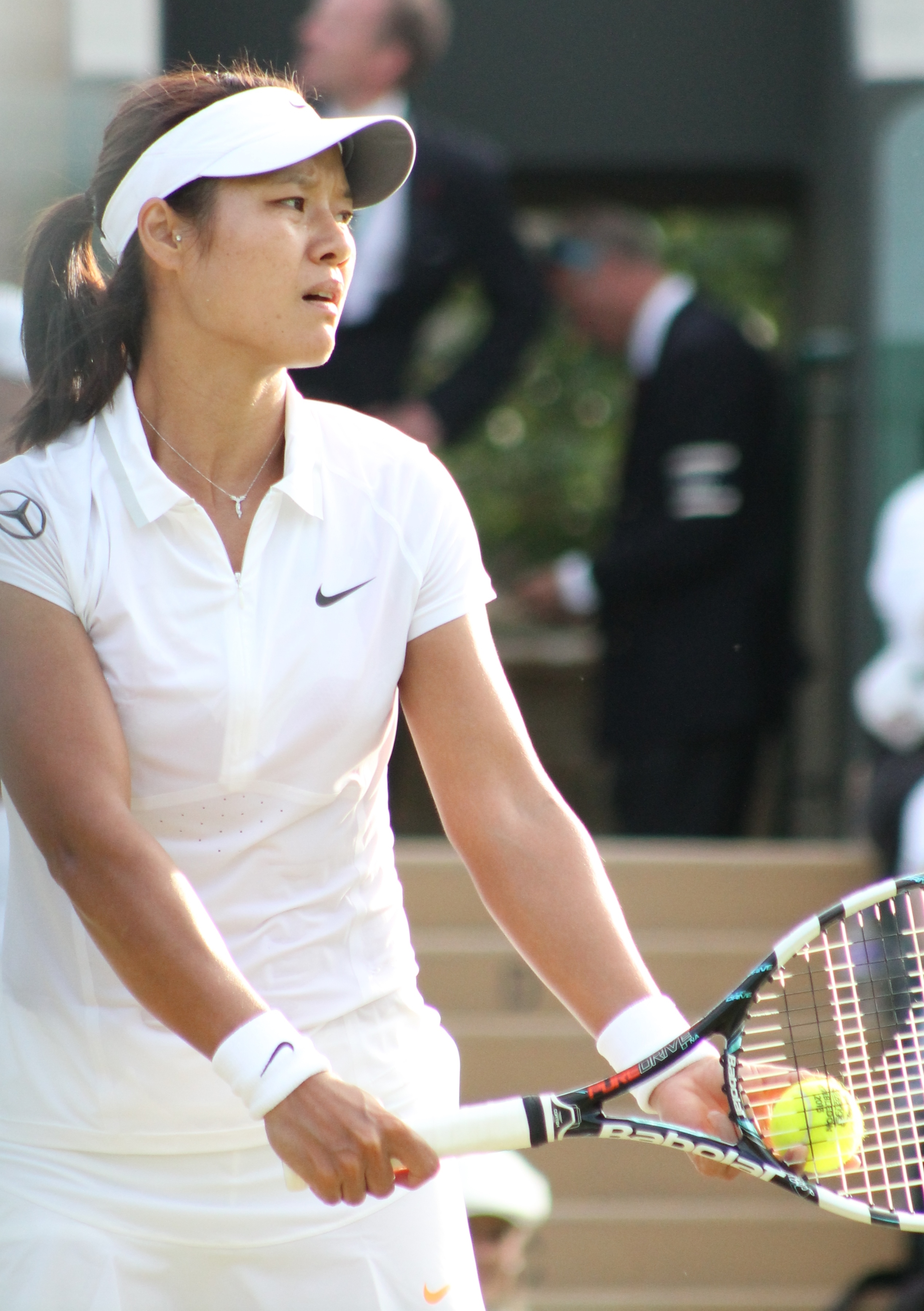
Li Na

Li Na si připsala jediný titul sezóny z úvodní události roku. Zahrála si finále Australian Open a jako první Asiatka také semifinále US Open.
Sezónu započala sedmým kariérním titulem na premiérovém ročníku Shenzhen Open, kde ve finále zdolala Kláru Zakopalovou. O týden později skončila v semifinále Apia International na raketě pozdější šampiónky Agnieszky Radwańské. Druhé finálové účasti roku dosáhla na Australian Open, kde podlehla obhájkyni titulu a světové jedničce Viktorii Azarenkové po třísetovém průběhu 6–4, 4–6 a 4–6. Po sedmitýdenním výpadku způsobeném poraněním hlezna se na okruh vrátila březnovým Sony Open Tennis, kde ji ve čtvrtfinále vyřadila staronová první hráčka žebříčku Serena Williamsová.
Antukovou část rozehrála na halovém Porsche Tennis Grand Prix, na němž ve finále podlehla obhájkyni titulu Marii Šarapovové. Zhoršení formy se dostavilo na Mutua Madrid Open, kde ji stopku v úvodní fázi turnaje vystavila Bulharka Cvetana Pironkovová, a navazujícím Internazionali BNL d'Italia, v němž nepřešla třetí kolo. Horší výkonnost prodloužila porážkou od Bethanie Mattekové-Sandsové ve druhém kole French Open po třísetovém průběhu 7–5, 3–6 a 2–6. Na travnatých dvorcích AEGON International a ve Wimbledonu skončila vždy mezi poslední osmičkou hráček. Na prvním z nich prohrála s Jelenou Vesninovou a na londýnském pažitu pak s Agnieszkou Radwańskou po dramatickém průběhu 6–7(5–7), 6–4 a 2–6.
V severoamerické US Open Series se nejdále probojovala do semifinále kanadského Rogers Cupu a také Cincinnati Masters, když nejdříve nestačila na Soranu Cîrsteaovou a ve druhém případě ji vyřadila Serena Wiliamsová. Na US Open si jako první Asiatka v historii zahrála semifinále, z něhož odešla hladce poražena 0–6 a 3–6 opět Serenou Williamsovou.
Tři hráčky – Petra Kvitová, Sara Erraniová a Jelena Jankovićová, doplnily startovní listinu turnaje 7. října, čímž původně naplnily osmičlenný „numerus clausus“.

#### Petra Kvitová
Petra Kvitová vyhrála dva singlové turnaje a na grandslamu se nejdále probojovala do čtvrtfinále Wimbledonu. Na Turnaj mistryň se kvalifikovala potřetí v řadě.

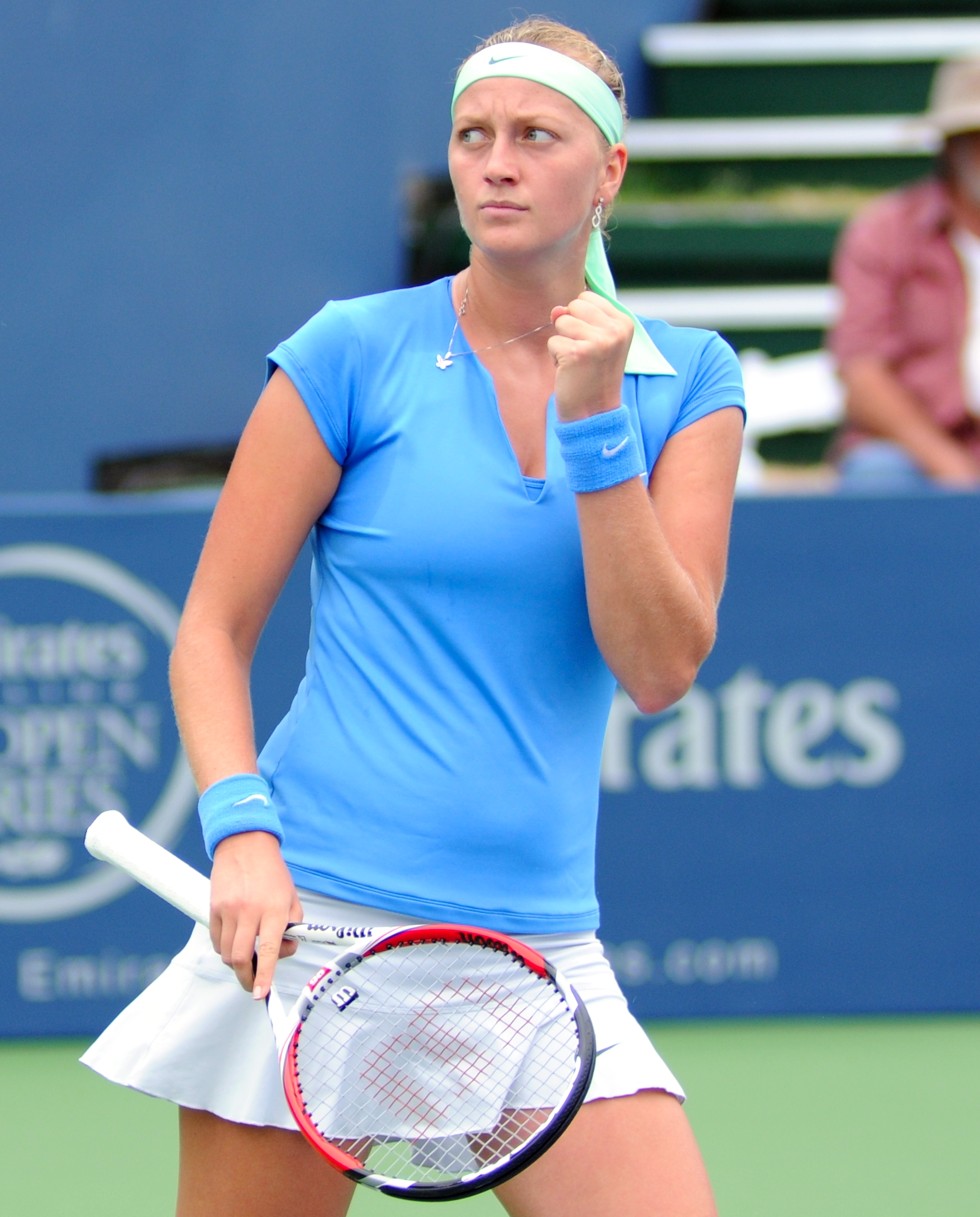
Petra Kvitová

Česká tenistka zaznamenala nepřesvědčivý vstup do sezóny, když na několika úvodních turnajích nedokázala vyhrát dvě utkání za sebou, a to včetně Australian Open, na němž podlehla ve druhém kole Lauře Robsonové po dramatickém průběhu 6–2, 3–6 a 9–11.
První ze dvou titulů roku získala na Dubai Tennis Championship, když ve finále porazila Italku Saru Erraniovou ve třech setech 6–2, 1–6 a 6–1. Druhé finále si zahrála na premiérovém ročníku polského BNP Paribas Katowice Open, kde v posledním utkání turnaje podlehla další Italce Robertě Vinciové 6–7(2–7) a 1–6. Na pařížském French Open jí ve třetím kole stopku vystavila americká hráčka Jamie Hamptonová po výsledku 1–6 a 6–7(7–9).
Na wimbledonské trávě dokázala čtvrtý rok za sebou dojít do čtvrtfinále, v němž nestačila na Belgičanku Kirsten Flipkensovou 6–4, 3–6 a 4–6. V roli obhájkyně titulu New Haven Open at Yale si na americké události podruhé v řadě zahrála finále, kde ji přesvědčivě udolala Simona Halepová poměrem 2–6 a 2–6. Na newyorském US Open vypadla za hodinu a pět minut ve třetí fázi turnaje s americkou kvalifikantkou Alison Riskeovou po hladkém průběhu 3–6 a 0–6. Jedenáctý kariérní a druhý sezónní titul vybojovala na tokijském Toray Pan Pacific Open, když zvládla finále proti německé světové devítce Angelique Kerberové 6–2, 0–6 a 6–3.

#### Sara Erraniová

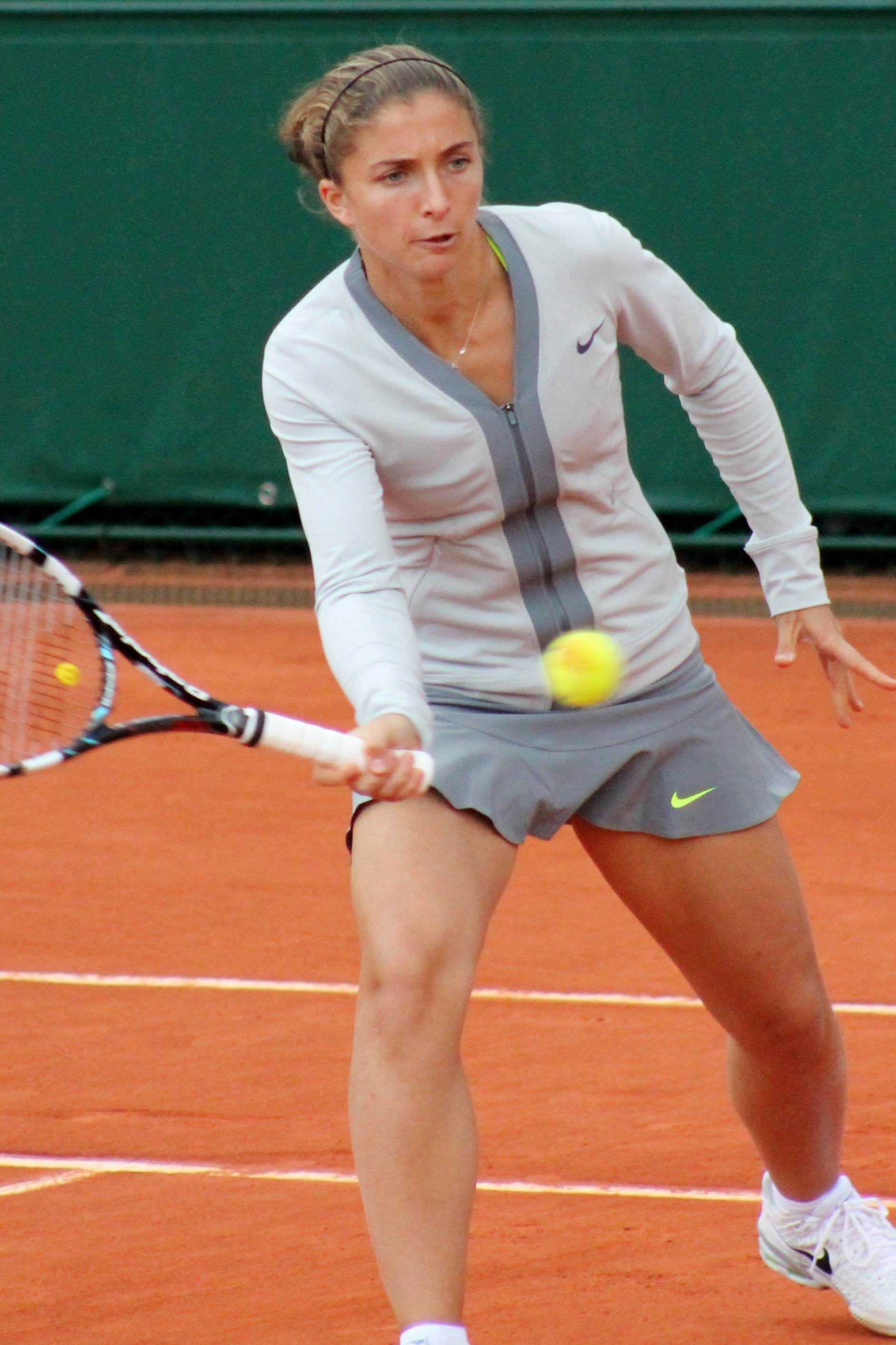
Sara Erraniová

Sara Erraniová obhájila v sezóně acapulský singlový titul, z dalších třech finále dvouhry odešla jako poražená finalistka. Na Grand Slamu si poprvé zahrála semifinále French Open.
Sezóna byla méně úspěšná, než předcházející, přestože dosáhla svého maximálního postavení ve světové klasifikaci WTA, když vystoupala až na 5. místo. Na úvodní grandslam Australian Open přijížděla jako sedmá nasazená. V prvním kole ji však zastavila Španělka Carla Suárezová Navarrová poměrem 4–6 a 4–6. V únoru si zahrála první finále roku na pařížském Open GDF Suez, v němž podlehla Němce Moně Barthelové 5–7 a 6–7(4–7). Poté se do přímého boje o titul probojovala na Dubai Tennis Championships, kde opět neuspěla v utkání proti Petře Kvitové 2–6, 6–1 a 1–6. Další týden se přesunula na americký kontinent, kde úspěšně obhájila turnajové vítězství na Abierto Mexicano Telcel. Ve finálovém střetnutí oplatila čerstvou porážku Carle Suárezové Navarrové po setech 6–0 a 6–4. Na antukovém grandslamu French Open dosáhla poprvé semifinálové účasti, v němž utrpěla debakl od pozdější vítězky Sereny Williamsové 0–6 a 1–6.
Podruhé v prvním kole grandslamu probíhající sezóny prohrála na wimbledonské trávě s Portoričankou Mónicou Puigovou 3–6 a 2–6. V roli obhájkyně titulu se na antukovém Internazionali Femminili di Palermo probojovala opět do finále, v němž byla nad její síly krajanka a deblová spoluhráčka Roberta Vinciová. Podlehla jí ve třech setech 3–6, 6–3 a 3–6. Na newyorském US Open pak skončila ve druhém kole na raketě další krajanky Flavii Pennettaové po dvousetovém průběhu 3–6 a 1–6.

#### Jelena Jankovićová

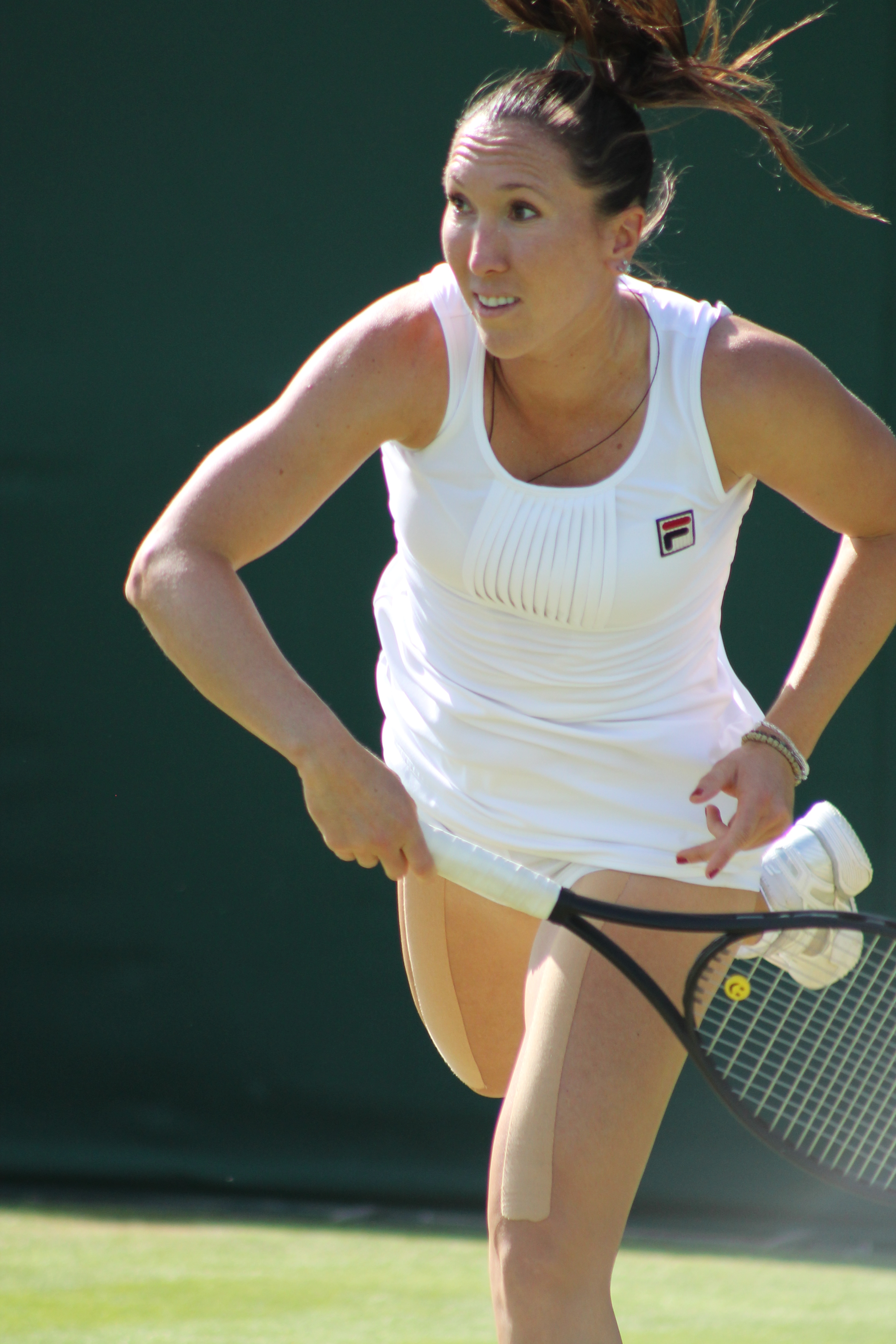
Jelena Jankovićová

Jelena Jankovićová vyhrála jeden titul v kolumbijské Bogotě. Dvakrát odešla z finále dvouhry jako poražená hráčka. Poprvé od roku 2011 se vrátila do elitní světové desítky.
Bývalá světová jednička prožila vzestup formy, když se poprvé od roku 2011 vrátila do elitní desítky žebříčku WTA. Na melbournském Australian Open vypadla ve třetím kole s krajankou Anou Ivanovićovou po setech 5–7, 3–6. Po třech letech dosáhla na singlový titul, když opanovala turnaj Copa Colsanitas po jednoznačné finálové výhře nad mladou Argentinkou Paulou Ormaecheaovou 6–1 a 6–2. Druhé sezónní finále si zahrála na americkém Family Circle Cupu, v němž nestačila na světovou jedničku Serenu Williamsovovou po třísetovém vývoji utkání 6–3, 0–6 a 2–6.
Do premiérového čtvrtfinále Grand Slamu od roku 2010 se probojovala na French Open. Stopku jí však vystavila ruská obhájkyně titulu Maria Šarapovová ve třech setech 6–0, 4–6 a 3–6. Pokles formy zaznamenala na travnatém Wimbledonu, kde opustila turnaj již ve druhé fázi po porážce od mladší krajanky Vesny Doloncové 5–7 a 2–6.
Na US Open se probojovala do osmifinále, v němž ji vyřadila čínská tenistka Li Na po jednoznačném průběhu 3–6 a 0–6. Finále si zahrála na pekingském China Open, kde po semifinálové výhře nad Kvitovou, odešla podruhé v roce poražena z boje o titul od Sereny Williamsové, tentokrát výsledkem 2–6 a 2–6.
Po odstoupení Marii Šarapovové připadlo 11. října uvolněné místo další hráčce v pořadí žebříčku WTA Race, kterou byla Angelique Kerberová.

#### Angelique Kerberová

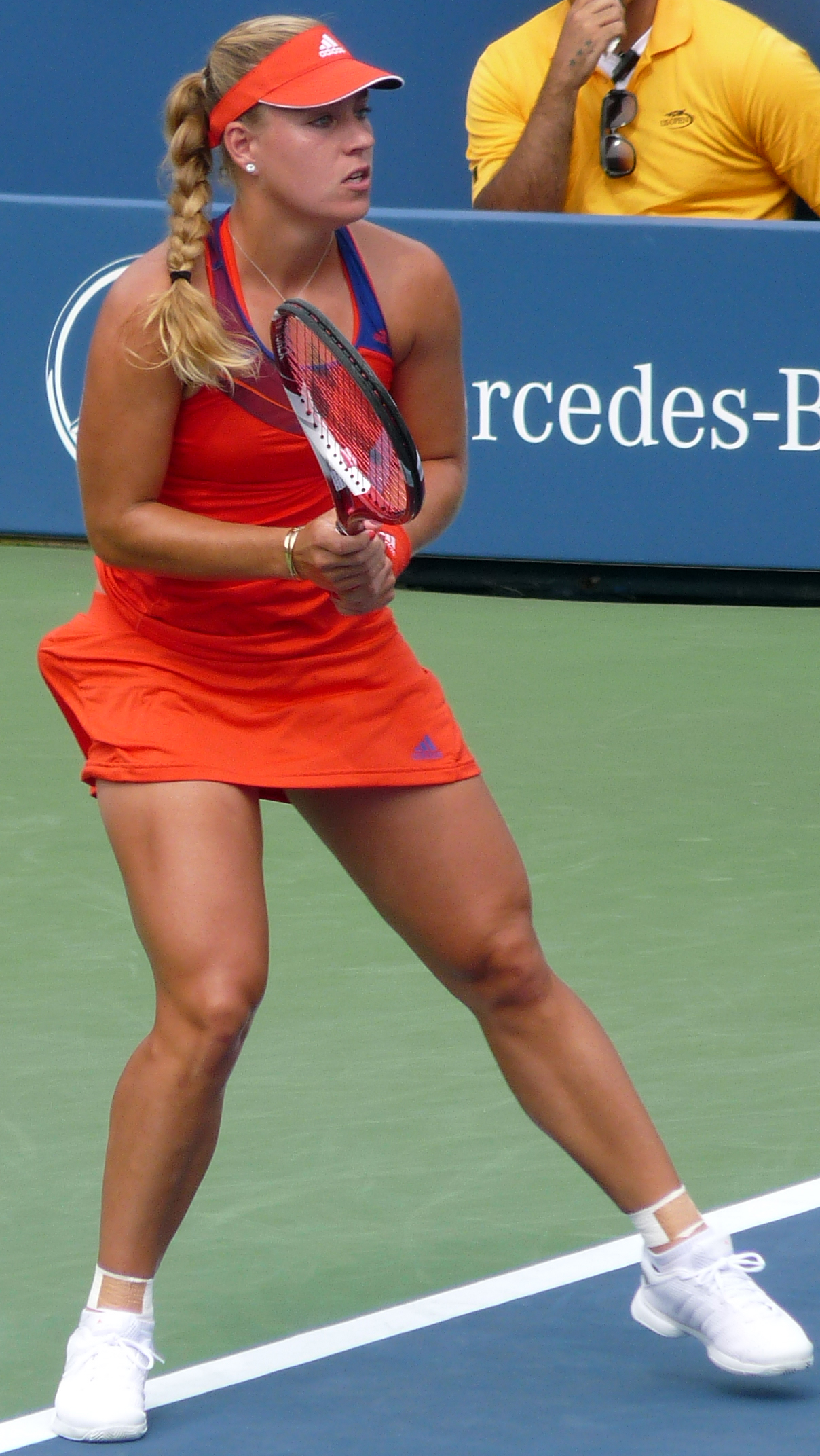
Angelique Kerberová

Angelique Kerberová získala jediný turnajový titul v závěru sezóny na lineckém turnaji. Z dalších dvou finále odešla poražena. Během roku neopustila elitní světovou desítku a na istanbulský turnaj se kvalifikovala podruhé v řadě.
Ačkoliv byla sezóna méně úspěšná než předchozí, figurovala v jejím průběhu v první světové desítce. Premiérové finále si zahrála na mexickém Monterrey Open, v němž podlehla Anastasii Pavljučenkovové 6–4, 2–6 a 4–6. Do druhého boje o titul se probojovala až na sklonku sezóny na tokijském Toray Pan Pacific Open, kde nestačila na Češku Petru Kvitovou poměrem 2–6, 6–0 a 3–6. Po návratu do Evropy si připsala jediný turnajový triumf roku, když na říjnovém Generali Ladies Linz přehrála ve finále Srbku Anu Ivanovićovou 6–4, 7–6(8–6) poté, co proměnila čtvrtý mečbol.
Na grandslamech se neprobojovala dále než do osmifinále. Ve čtvrtých kolech skončila na Australian Open, kde ji vyřadila Jekatěrina Makarovová po setech 5–7, 4–6, na French Open po prohře se Světlanou Kuzněcovovou 4–6, 6–4, 3–6, a také na US Open po porážce od Carly Suárezové Navarrové 6–4, 3–6, 6–7(7–9). Ve Wimbledonu, kde obhajovala semifinálovou účast, skončila již ve druhém kole na raketě Estonky Kaii Kanepiové poměrem 6–3, 6–7(6–8), 3–6, přestože v tiebreaku druhé sady vedla 5–1 a byla dva míče od postupu.

#### Náhradnice

##### Caroline Wozniacká
První náhradnicí je bývalá světová jednička Caroline Wozniacká z Dánska. Do finále se probojovala na kalifornském BNP Paribas Open z kategorie Premier Mandatory, v němž nestačila na Mariu Šarapovovou 2–6, 2–6. Na grandslamech se jí nedařilo, když nejdále došla na úvodním Australian Open, kde ji v osmifinále vyřadila Světlana Kuzněcovová 2–6, 6–2, 5–7. Ve druhých kolech skončila na French Open i ve Wimbledonu, když na prvním z nich podlehla Bojaně Jovanovské a na druhém pak Petře Cetkovské, vždy po dvousetovém průběhu. Na závěrečném majoru roku US Open ji ve třetím kole stopku vystavila až 136. hráčka žebříčku Camila Giorgiová.

##### Sloane Stephensová
Druhou náhradnicí je Američanka Sloane Stephensová, která se v sezóně neprobojovala ani do jednoho finále, ale body sbírala dobrými výsledky na Grand Slamech. Na Australian Open se postarala o překvapení, když ve třísetovém čtvrtfinále vyřadila Serenu Williamsovou. V semifinále pak nestačila na pozdější vítězku Viktorii Azarenkovou 1–6 a 4–6. Osmifinále si zahrála na French Open a na US Open, když v prvním případě vypadla se Šarapovovou a ve druhém ji oplatila porážku z úvodu roku Serena Williamsová. Ve wimbledonské dvouhře nestačila ve čtvrtfinále na pozdější šampiónku Marion Bartoliovou.

### Předešlý poměr vzájemných zápasů
Tabulka uvádí poměr vzájemných zápasů hráček před turnajem mistryň.
|    |                     | Williams | Azarenka | Radwańska | Li  | Kvitová | Errani | Janković | Kerber | Celkem | V/P 2013 |
| 1. | Serena Williamsová  |          | 13–3     | 7–0       | 9–1 | 4–0     | 6–0    | 7–4      | 2–1    | 48–9   | 73–4     |
| 2. | Viktoria Azarenková | 3–13     |          | 12–3      | 6–4 | 2–4     | 6–1    | 5–3      | 3–0    | 37–28  | 42–7     |
| 3. | Agnieszka Radwańská | 0–7      | 3–12     |           | 5–6 | 1–4     | 7–2    | 4–1      | 5–3    | 25–35  | 58–16    |
| 4. | Li Na               | 1–9      | 4–6      | 6–5       |     | 3–3     | 5–0    | 5–4      | 7–1    | 31–28  | 40–13    |
| 5. | Petra Kvitová       | 0–4      | 4–2      | 4–1       | 3–3 |         | 6–0    | 2–1      | 2–2    | 21–13  | 49–21    |
| 6. | Sara Erraniová      | 0–6      | 1–6      | 2–7       | 0–5 | 0–6     |        | 0–1      | 2–1    | 5–32   | 46–22    |
| 7. | Jelena Jankovićová  | 4–7      | 3–5      | 1–4       | 4–5 | 1–2     | 1–0    |          | 0–1    | 14–24  | 45–18    |
| 8. | Angelique Kerberová | 1–2      | 0–3      | 3–5       | 1–7 | 2–2     | 1–2    | 1–0      |        | 9–21   | 44–21    |

- V/P 2013 – počet vítězných utkání (V) – prohraných utkání (P) v sezóně 2013

### Výsledky a body
Tabulka uvádí sezónní výsledky a odpovídající bodový zisk kvalifikovaných hráček a náhradnic Turnaje mistryň.
| Poř.                            | Tenistka            | Grand Slam | Grand Slam | Grand Slam | Grand Slam | Premier Mandatory | Premier Mandatory | Premier Mandatory | Premier Mandatory | Nejlépe na Premier 5 | Nejlépe na Premier 5 | Nejlépe na dalších turnajích | Nejlépe na dalších turnajích | Nejlépe na dalších turnajích | Nejlépe na dalších turnajích | Nejlépe na dalších turnajích | Nejlépe na dalších turnajích | Body   | Turnaje |
| ------------------------------- | ------------------- | ---------- | ---------- | ---------- | ---------- | ----------------- | ----------------- | ----------------- | ----------------- | -------------------- | -------------------- | ---------------------------- | ---------------------------- | ---------------------------- | ---------------------------- | ---------------------------- | ---------------------------- | ------ | ------- |
| Poř.                            | Tenistka            | Austr      | French     | Wimbl      | US Open    | Indian W          | Miami             | Madrid            | Peking            | 1.                   | 2.                   | 1.                           | 2.                           | 3.                           | 4.                           | 5.                           | 6.                           | Body   | Turnaje |
| 1.                              | Serena Williamsová  | QF 500     | Titul 2000 | 16k 280    | Titul 2000 | A 0               | Titul 1000        | Titul 1000        | Titul 1000        | Titul 900            | Titul 900            | F 620                        | F 620                        | Titul 470                    | Titul 470                    | Titul 280                    | A 0                          | 12 040 | 16 (14) |
| 2.                              | Viktoria Azarenková | Titul 2000 | SF 900     | 64k 100    | F 1400     | QF 250            | A 0               | 32k 80            | 64k 5             | Titul 900            | Titul 900            | F 620                        | F 320                        | SF 200                       | 32k 1                        | A 0                          |                              | 7 676  | 15 (13) |
| 3.                              | Maria Šarapovová    | SF 900     | F 1400     | 64k 100    | A 0        | Titul 1000        | F 700             | F 700             | A 0               | SF 395               | QF 225               | Titul 470                    | 32k 1                        | A 0                          | A 0                          |                              |                              | 5 891  | 14 (10) |
| 4.                              | Agnieszka Radwańská | QF 500     | QF 500     | SF 900     | 16k 280    | 16k 140           | SF 450            | 32k 80            | SF 450            | SF 395               | SF 395               | Titul 470                    | F 320                        | Titul 280                    | Titul 280                    | QF 225                       | QF 225                       | 5 890  | 20      |
| 5.                              | Li Na               | F 1400     | 64k 100    | QF 500     | SF 900     | A 0               | QF 250            | 64k 5             | QF 250            | SF 395               | SF 395               | F 320                        | Titul 280                    | SF 200                       | 16k 125                      | A 0                          | A 0                          | 5 120  | 17 (14) |
| 6.                              | Petra Kvitová       | 64k 100    | 32k 160    | QF 500     | 32 160     | QF 250            | 32k 80            | 32k 80            | SF 450            | Titul 900            | QF 225               | Titul 470                    | F 320                        | QF 225                       | F 200                        | 16k 125                      | 16k 125                      | 4 370  | 22      |
| 7.                              | Sara Erraniová      | 128k 5     | SF 900     | 128k 5     | 64k 100    | QF 250            | QF 250            | SF 450            | 16k 140           | SF 395               | QF 225               | F 320                        | F 320                        | Titul 280                    | QF 225                       | F 200                        | 16k 125                      | 4 190  | 21      |
| 8.                              | Jelena Jankovićová  | 32k 160    | QF 500     | 64k 100    | 16k 280    | 64k 5             | SF 450            | 64k 5             | F 700             | SF 395               | QF 225               | F 320                        | Titul 280                    | SF 130                       | 16k 125                      | 16k 125                      | 16k 60                       | 3 860  | 19      |
| 9.                              | Angelique Kerberová | 16k 280    | 16k 280    | 64k 100    | 16k 280    | SF 450            | 32k 80            | QF 250            | QF 250            | F 620                | 16k 125              | Titul 280                    | F 200                        | SF 200                       | SF 200                       | QF 120                       | A 0                          | 3 715  | 22 (21) |
| 10.                             | Caroline Wozniacká  | 16k 280    | 64k 100    | 64k 100    | 32k 160    | F 700             | 32k 80            | 64k 5             | QF 250            | SF 395               | QF 225               | Titul 280                    | QF 225                       | SF 200                       | SF 200                       | SF 200                       | QF 120                       | 3 520  | 23      |
| 11.                             | Sloane Stephensová  | SF 900     | 16k 280    | QF 500     | 16k 280    | 64k 5             | 16k 140           | 64k 5             | 16k 140           | 16k 125              | 16k 125              | SF 130                       | 16k 125                      | QF 120                       | QF 120                       | QF 120                       | 32k 70                       | 3 185  | 22      |
| kvalifikovaná hráčka náhradnice |                     |            |            |            |            |                   |                   |                   |                   |                      |                      |                              |                              |                              |                              |                              |                              |        |         |

| Legenda | Legenda                   | Legenda | Legenda             |
| ------- | ------------------------- | ------- | ------------------- |
| A       | neúčast hráčky na turnaji | 64k     | 64 hráček v kole    |
| QF      | prohra ve čtvrtfinále     | 32k     | 32 hráček v kole    |
| SF      | prohra v semifinále       | 16k     | 16 hráček v kole    |
| F       | prohra ve finále          | Titul   | vítězství v turnaji |

## Ženská čtyřhra

### Nasazení párů
| Žebříček WTA Race dvojic ve čtyřhře | Žebříček WTA Race dvojic ve čtyřhře     | Žebříček WTA Race dvojic ve čtyřhře | Žebříček WTA Race dvojic ve čtyřhře | Žebříček WTA Race dvojic ve čtyřhře |
| Pořadí                              | dvojice                                 | body                                | turnajů                             | kvalifikovány                       |
| ----------------------------------- | --------------------------------------- | ----------------------------------- | ----------------------------------- | ----------------------------------- |
| 1.                                  | Sara Erraniová Roberta Vinciová         | 7 415                               | 14                                  | 6. září                             |
| 2.                                  | Pcheng Šuaj Sie Šu-wej                  | 6 245                               | 13                                  | 4. října                            |
| 3.                                  | Naděžda Petrovová Katarina Srebotniková | 6 155                               | 13                                  | 4. října                            |
| 4.                                  | Jelena Vesninová Jekatěrina Makarovová  | 5 971                               | 10                                  | 4. října                            |

### Kvalifikované páry

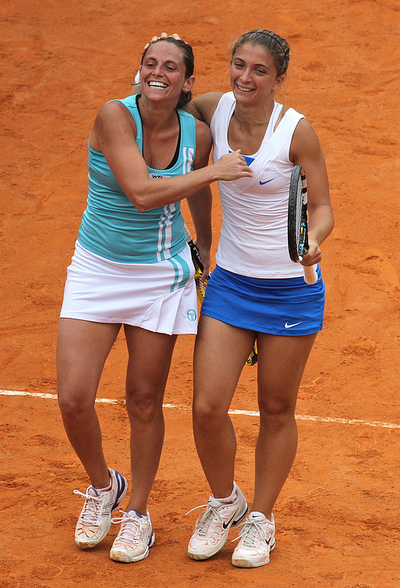
Roberta Vinciová a Sara Erraniová

Prvním párem, který si zajistil start na závěrečné události sezóny, se 23. září staly světové jedničky Sara Erraniová a Roberta Vinciová.
Sara Erraniová a Roberta Vinciová si první finále zahrály na lednovém Apia International Sydney, kde podlehly páru Petrovová a Srebotniková 3–6, 4–6. Poté pokračovaly ve 20zápasové neporazitelnosti během níž získaly třetí grandslamový titul na Australian Open, když ve finále zdolaly mladou australskou dvojici Bartyová a Dellacquová 6–2, 3–6 a 6–2. Vítězná šňůra pokračovala únorovými trofejemi z pařížského Open GDF Suez, kde v boji o titul přehrály česko-americký pár Hlaváčková a Huberová poměrem 6–1, 6–1, a poté výhrou na Qatar Total Open po výhře nad Petrovovou se Srebotnikovou 2–6, 6–3, [10–6]. Probojovaly se také do dvou finále navazujících antukových událostí, z nichž odešly poraženy. Na římském Internazionali BNL d'Italia nestačily na tchajwansko-čínskou dvojici Sie a Pcheng po setech 6–4, 3–6, [8–10], a poté nezvládly poslední utkání čtyřhry na majoru French Open, kde je zastavily ruské hráčky Makarovová s Vesninovou 5–7 a 2–6.
Tři zbývající páry – Pcheng Šuaj se Sie Šu-wej, Naděžda Petrovová s Katarinou Srebotnikovou a konečně Jelena Vesninová s Jekatěrinou Makarovovou, se kvalifikovaly na turnaj 4. října.
Šuaj Pchengová a Sie Šu-wej zaznamenaly nejúspěšnější sezónu svých kariér. Premiérový titul vyhrály na antukovém Internazionali BNL d'Italia, kde si ve finále poradily se světovými jedničkami Erraniovou a Vinciovou po setech 4–6, 6–3 a [10–8]. Vítězství v ženské wimbledonské čtyřhře znamenalo pro obě hráčky jejich první grandslamovou trofej. V boji o titul zdolaly australský pár Bartyová a Dellacquová 7–6(7–1) a 6–1. Třetí výhra pak přišla na srpnovém Cincinnati Masters, když v dramatickém finálovém zápasu přehrály německo-českou dvojici Grönefeldová a Peschkeová výsledkem 2–6, 6–3 a [12–10]. Čtvrtý triumf slavily na čínském Guangzhou International Women's Open, kde si v posledním utkání turnaje poradily s americko-kazašským párem Kingová a Voskobojevová 6–3, 4–6, [12–10].

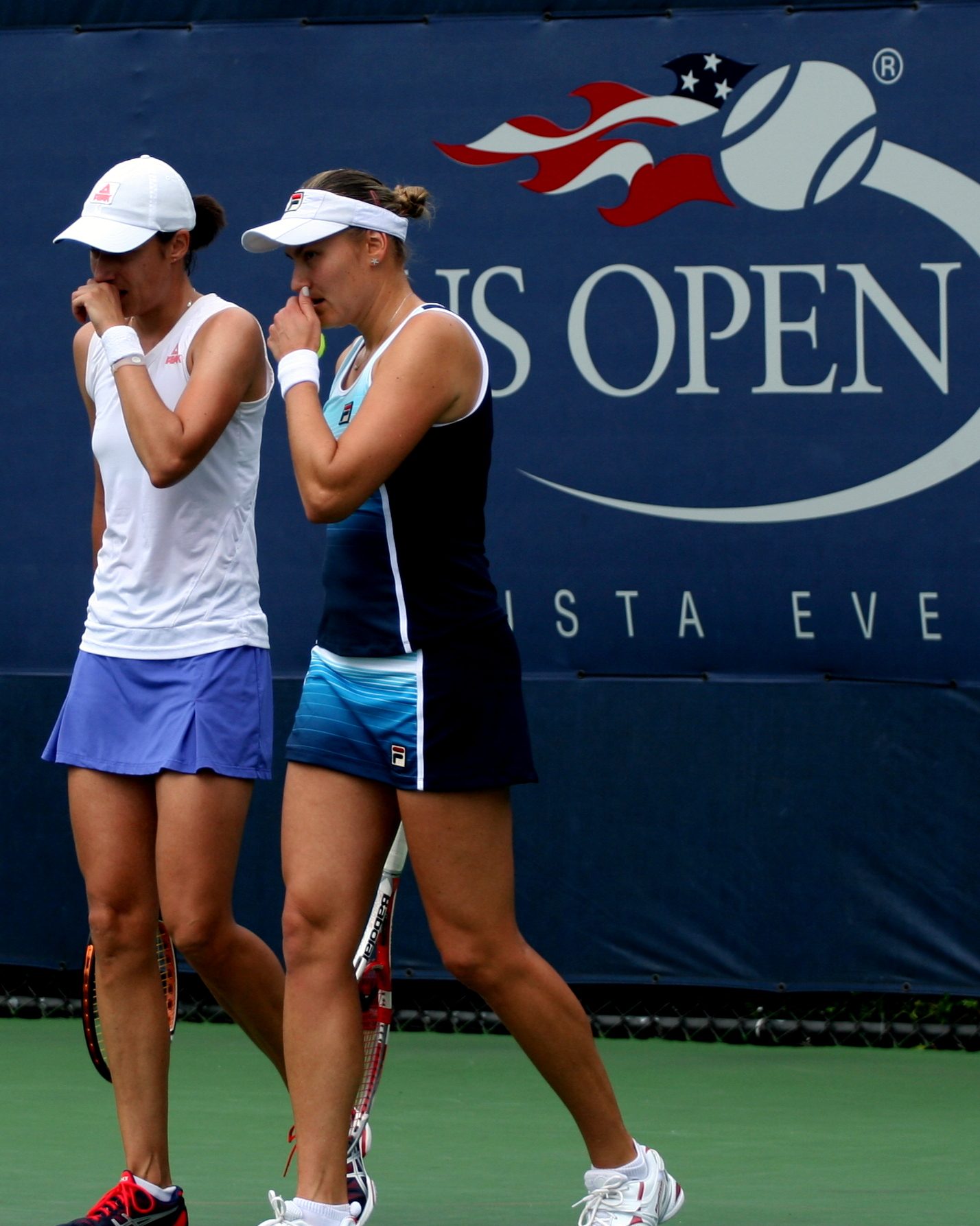
Naděžda Petrovová a Katarina Srebotniková

Naděžda Petrovová a Katarina Srebotniková se probojovaly do šesti finále, z nichž polovinu vyhrály. Premiérový titul si odvezly na úvod roku z lednového Apia International Sydney, když ve finálovém duelu porazily nejlepší pár světa Erraniovou s Vinciovou poměrem 6–3, 6–4. O turnajovou trofej si zahrály na dvou následných událostech, a to nejdříve na Qatar Total Open a poté na navazujícím Dubai Tennis Championships. Z obou únorových turnajů však odjely jako poražené finalistky. Na prvním z nich jim čerstvou porážku oplatila italská dvojice Erraniová a Vinciová po setech 6–2, 3–6 a [6–10]. Ve druhém klání byl nad jejich síly americko-indický pár Mattek-Sandsová a Mirzaová 4–6, 6–2, [7–10], když neuspěly opět až v supertiebreaku.
Dvě následná finále si zahrály ještě jednou na březnových turnajích kategorie Premier Mandatory ve Spojených státech, tentokrát se smíšeným výsledkem. V prvním boji o titul na kalifornském BNP Paribas Open nestačily na ruský pár Makarovová a Vesninová 0–6, 7–5, [6–10]. Druhý titul sezóny získaly na miamském Sony Open Tennis, když zdolaly americko-britskou dvojici Raymondová a Robsonová poměrem 6–1 a 7–6(7–2). Třetí trofej dobyly na travnatém AEGON International v Eastbourne, když jako první nasazené zvládly finálový duel s rumunsko-českým párem Niculescu a Zakopalová 6–3 a 6–3 Srebotniková navíc vyhrála Rogers Cup po boku Srbky Jeleny Jankovićové, když v posledním utkání turnaje přehrály Grönefeldovou s Peschkeovou po vyrovnaném průběhu 5–7, 6–2 a [10–6]. Slovinka si také zahrála finále v páru se Španělkou Anabel Medinaovou Garriguesovou na New Haven Open at Yale, v němž podlehly indicko-čínské dvojici Mirzaová a Čeng.
Jelena Vesninová a Jekatěrina Makarovová zaznamenaly poměrně úspěšnou sezónu, přestože se do finále probojovaly pouze ve dvou případech. Pokaždé z utkání o titul vyšly vítězně. První trofej si Rusky odvezly z březnového BNP Paribas Open, kde zdolaly Petrovovou se Srebotnikovou 6–0, 5–7 a [10–6]. Premiérový grandslamový triumf z ženské čtyřhry si připsaly na antukovém French Open po finálové výhře nad italskými obhájkyněmi titulu Erraniovou a Vinciovou ve dvou setech 7–5, 6–2. Semifinálové účasti dosáhly také na melbournském majoru Australian Open, kde je vyřadil nejlepší pár světa Erraniová a Vinciová.

### Výsledky a body
Tabulka uvádí sezónní výsledky a odpovídající bodový zisk kvalifikovaných párů a první nepostupující dvojice na Turnaji mistryň.
| Poř.                                | Dvojice                                 | Nejlepší bodový zisk | Nejlepší bodový zisk | Nejlepší bodový zisk | Nejlepší bodový zisk | Nejlepší bodový zisk | Nejlepší bodový zisk | Nejlepší bodový zisk | Nejlepší bodový zisk | Nejlepší bodový zisk | Nejlepší bodový zisk | Nejlepší bodový zisk | Body  | Turnaje |
| Poř.                                | Dvojice                                 | 1.                   | 2.                   | 3.                   | 4.                   | 5.                   | 6.                   | 7.                   | 8.                   | 9.                   | 10.                  | 11.                  | Body  | Turnaje |
| ----------------------------------- | --------------------------------------- | -------------------- | -------------------- | -------------------- | -------------------- | -------------------- | -------------------- | -------------------- | -------------------- | -------------------- | -------------------- | -------------------- | ----- | ------- |
| 1.                                  | Sara Erraniová Roberta Vinciová         | Titul 2000           | F 1400               | Titul 900            | F 620                | QF 500               | Titul 470            | SF 450               | F 320                | 16k 280              | QF 225               | QF 225               | 7 390 | 13      |
| 2.                                  | Pcheng Šuaj Sie Šu-wej                  | Titul 2000           | Titul 900            | Titul 900            | QF 500               | SF 450               | SF 450               | SF 395               | 16k 280              | Titul 280            | 32k 160              | 16k 140              | 6 455 | 11      |
| 3.                                  | Naděžda Petrovová Katarina Srebotniková | Titul 1000           | SF 900               | F 700                | F 620                | QF 500               | QF 500               | Titul 470            | Titul 470            | SF 395               | F 320                | 16k 280              | 6 155 | 12      |
| 4.                                  | Jelena Vesninová Jekatěrina Makarovová  | Titul 2000           | Titul 1000           | SF 900               | QF 500               | SF 395               | SF 395               | 16k 280              | QF 250               | QF 250               | 16k 1                |                      | 5 971 | 10      |
| 5.                                  | Casey Dellacquová Ashleigh Bartyová     | F 1400               | F 1400               | F 1400               | Titul 280            | Titul 130            | 64k 5                | 16k 5                | 16k 1                |                      |                      |                      | 4 621 | 8       |
| kvalifikovaný pár nepostupující pár |                                         |                      |                      |                      |                      |                      |                      |                      |                      |                      |                      |                      |       |         |

| Legenda | Legenda                 | Legenda | Legenda             |
| ------- | ----------------------- | ------- | ------------------- |
| A       | neúčast páru na turnaji | 64k     | 64 hráček v kole    |
| QF      | prohra ve čtvrtfinále   | 32k     | 32 hráček v kole    |
| SF      | prohra v semifinále     | 16k     | 16 hráček v kole    |
| F       | prohra ve finále        | Titul   | vítězství v turnaji |

## Průběh turnaje

### 1. den: 22. října 2013
| Zápasy hrané v Sinan Erdem Dome | Zápasy hrané v Sinan Erdem Dome | Zápasy hrané v Sinan Erdem Dome | Zápasy hrané v Sinan Erdem Dome |
| Skupina                         | Vítězky                         | Poražené                        | Výsledek                        |
| ------------------------------- | ------------------------------- | ------------------------------- | ------------------------------- |
| Bílá                            | Viktoria Azarenková [2]         | Sara Erraniová [6]              | 7–6(7–4), 6–2                   |
| Červená                         | Serena Williamsová [1]          | Angelique Kerberová [8]         | 6–3, 6–1                        |
| Červená                         | Petra Kvitová [5]               | Agnieszka Radwańská [3]         | 6–4, 6–4                        |
| 1. zápas začal v 16:00 hod SELČ |                                 |                                 |                                 |

### 2. den: 23. října 2013
| Zápasy hrané v Sinan Erdem Dome | Zápasy hrané v Sinan Erdem Dome | Zápasy hrané v Sinan Erdem Dome | Zápasy hrané v Sinan Erdem Dome |
| Skupina                         | Vítězky                         | Poražené                        | Výsledek                        |
| ------------------------------- | ------------------------------- | ------------------------------- | ------------------------------- |
| Bílá                            | Li Na [4]                       | Sara Erraniová [6]              | 6–3, 7–6(7–5)                   |
| Bílá                            | Jelena Jankovićová [7]          | Viktoria Azarenková [2]         | 6–4, 6–3                        |
| Červená                         | Serena Williamsová [1]          | Agnieszka Radwańská [3]         | 6–2, 6–4                        |
| 1. zápas začal v 16:00 hod SELČ |                                 |                                 |                                 |

### 3. den: 24. října 2013
| Zápasy hrané v Sinan Erdem Dome | Zápasy hrané v Sinan Erdem Dome | Zápasy hrané v Sinan Erdem Dome | Zápasy hrané v Sinan Erdem Dome |
| Skupina                         | Vítězky                         | Poražené                        | Výsledek                        |
| ------------------------------- | ------------------------------- | ------------------------------- | ------------------------------- |
| Bílá                            | Li Na [4]                       | Jelena Jankovićová [7]          | 6–3, 2–6, 6–3                   |
| Červená                         | Angelique Kerberová [8]         | Agnieszka Radwańská [3]         | 6–2, 6–2                        |
| Červená                         | Serena Williamsová [1]          | Petra Kvitová [5]               | 6–2, 6–3                        |
| 1. zápas začal v 16:00 hod SELČ |                                 |                                 |                                 |

### 4. den: 25. října 2013
| Zápasy hrané v Sinan Erdem Dome | Zápasy hrané v Sinan Erdem Dome | Zápasy hrané v Sinan Erdem Dome | Zápasy hrané v Sinan Erdem Dome |
| Skupina                         | Vítězky                         | Poražené                        | Výsledek                        |
| ------------------------------- | ------------------------------- | ------------------------------- | ------------------------------- |
| Bílá                            | Li Na [4]                       | Viktoria Azarenková [2]         | 6–2, 6–1                        |
| Červená                         | Petra Kvitová [5]               | Angelique Kerberová [8]         | 6–7(3–7), 6–2, 6–3              |
| Bílá                            | Sara Erraniová [6]              | Jelena Jankovićová [7]          | 6–4, 6–4                        |
| 1. zápas začal v 16:00 hod SELČ |                                 |                                 |                                 |

### 5. den: 26. října 2013
| Zápasy hrané v Sinan Erdem Dome                                                        | Zápasy hrané v Sinan Erdem Dome            | Zápasy hrané v Sinan Erdem Dome             | Zápasy hrané v Sinan Erdem Dome |
| Semifinále                                                                             | Vítězky                                    | Poražené                                    | Výsledek                        |
| -------------------------------------------------------------------------------------- | ------------------------------------------ | ------------------------------------------- | ------------------------------- |
| Čtyřhra                                                                                | Pcheng Šuaj Sie Šu-wej [2]                 | Naděžda Petrovová Katarina Srebotniková [3] | 7–6(7–5), 6–2                   |
| Dvouhra                                                                                | Li Na [4]                                  | Petra Kvitová [5]                           | 6–4, 6–2                        |
| Dvouhra                                                                                | Serena Williamsová [1]                     | Jelena Jankovićová [7]                      | 6–4, 2–6, 6–4                   |
| Čtyřhra                                                                                | Jelena Vesninová Jekatěrina Makarovová [4] | Sara Erraniová Roberta Vinciová [1]         | 4–6, 7–5, [10–3]                |
| 1. zápas čtyřhry začal ve 12:00 hod SELČ, 1. zápas dvouhry pak ne před 14:00 hod SELČ. |                                            |                                             |                                 |

### 6. den: 27. října 2013
| Zápasy hrané v Sinan Erdem Dome                                     | Zápasy hrané v Sinan Erdem Dome | Zápasy hrané v Sinan Erdem Dome            | Zápasy hrané v Sinan Erdem Dome |
| Finále                                                              | Vítězky                         | Poražené                                   | Výsledek                        |
| ------------------------------------------------------------------- | ------------------------------- | ------------------------------------------ | ------------------------------- |
| Čtyřhra                                                             | Pcheng Šuaj Sie Šu-wej [2]      | Jelena Vesninová Jekatěrina Makarovová [4] | 6–4, 7–5                        |
| Dvouhra                                                             | Serena Williamsová [1]          | Li Na [4]                                  | 2–6, 6–3, 6–0                   |
| Čtyřhra začala ve 13:30 hod SEČ, dvouhra pak ne před 16:00 hod SEČ. |                                 |                                            |                                 |